# Guemará
A Guemará (também pronunciada Guemora, e raramente Guemorra) (do aramaico גמרא gamar; literalmente, "estudar" ou "aprender por tradição") é a parte do Talmude que contém os comentários e análises rabínicas da Mishná.  Depois da publicação da Mishná por Judá haNasi, conhecido como "o Príncipe" (cerca do ano 200 da Era Cristã), o seu trabalho foi estudado exaustivamente geração após geração por rabinos na Babilónia e na Terra de Israel. As suas discussões foram escritas numa série de livros que se tornaram a Guemará, a qual quando combinada com a Mishná constituiu o Talmude.
Existem duas versões da Guemará. Uma versão foi compilada por sábios de Israel, primeiramente das academias de Tibérias e Cesareia, que foi publicada entre os anos 350 e 400 da Era Cristã. A outra versão por sábios da Babilónia, inicialmente das academias de Sura, Pumbedita, e Mata Mehasia, foi publicada por volta do ano 500 da Era Comum. Por convenção, uma referência à "Guemará" ou "Talmude", sem qualquer outra qualificação, refere-se à versão babilónica.

## Guemará e Mishná
A Guemará e a Mishná juntas compõem o Talmude. O Talmude então compreende dois componentes: a Mishná – o texto central; e a Guemará – análise e comentário que “completa” o Talmude (ver Talmude).
Num sentido mais restrito, a palavra Guemará refere-se ao domínio e transmissão da tradição existente, ao invés de sevará, que significa a dedução de novos resultados através da lógica. Ambas as actividades estão representadas na "Guemará" como um trabalho literário. O termo "Guemará" usado para a actividade de estudo é muito mais remoto que o seu uso para denominar qualquer texto: assim o Pirke Avot, um trabalho que precede em muito tempo a composição do Talmude, recomenda começar a Mishná com 10 anos e a "Guemará" com 15 anos de idade. Os rabinos da Mishná são conhecidos como Tanaim (singular, Tana תנא), enquanto os rabinos da Guemará são referidos como Amoraim (singular, Amora אמורא).

## ASugyaou “suguiá”
A análise dos Amoraim está geralmente focada na clarificação de posições, palavras e percepções dos Tanaim. Estes debates e trocas formam os "blocos de construção" da Guemará; o nome para uma passagem de Guemará é uma sugya (סוגיא; plural sugyot). A sugya compõem-se tipicamente de uma detalhada elaboração da Mishná, baseada em provas. Cada aspecto do texto Mishnaico é tratado como um assunto de investigação minuciosa. Esta análise destina-se a alcançar uma compreensão exaustiva do pleno significado da Mishná.
No Talmude, uma sugya é apresentada como uma série de hipóteses de resposta e perguntas – com o texto talmúdico como registo de cada passo no processo de raciocínio e dedução. A Guemará toma assim a forma de uma troca dialéctica. (Por contraste, a Mishná enuncia opiniões legais decisivas e, frequentemente, diferenças de opinião entre os Tanaim. Existe pouco diálogo.) Os divergentes são aqui denominados de makshan (interrogador, aquele que levanta uma dificuldade) e tartzan (o que responde, aquele que coloca direito).
A Guemará regista os desacordos semânticos entre os Tanaim e os Amoraim. Alguns destes debates foram na verdade conduzidos por Amoraim, apesar de muitos deles terem sido reconstruídos hipoteticamente pelos redactores do Talmude. (Frequentemente imputando uma visão de uma autoridade anterior em como ele poderia ter respondido a uma questão: “Isto é o que o Rabino X poderia ter argumentado..."). Raramente os debates são formalmente encerrados.